# Ernst Rüdin
Ernst Rüdin (ur. 19 kwietnia 1874 w St. Gallen, zm. 22 października 1952 w Monachium) – szwajcarski lekarz psychiatra, genetyk i eugenik.

## Życiorys
Syn Conrada Rüdina (1830–1895), nauczyciela w Sankt Gallen, i Dorothei z domu Schalch, Jego siostra, lekarka Pauline Rüdin (1866–1942), była zamężna za lekarzem i eugenikiem Alfredem Ploetzem.
Ernst Rüdin od 1893 do 1898 roku studiował medycynę w Genewie, Lozannie, Neapolu, Heidelbergu, Berlinie, Dublinie i Zurychu. Od 1898 roku był asystentem w Klinice Psychiatrycznej Uniwersytetu Zuryskiego u Eugena Bleulera. Od 1907 w Monachium, gdzie habilitował się z psychiatrii w 1909 roku.
Od 1917 roku kierował Instytutem Genealogiczno-Demograficznym Niemieckiego Towarzystwa Badawczego Psychiatrii w Monachium. Rüdin był zaangażowany w propagowanie idei eugeniki negatywnej w hitlerowskich Niemczech i w Akcję T4. W latach 1925–1928 był także dyrektorem uniwersyteckiej kliniki psychiatrycznej w Bazylei. W 1945 został pozbawiony obywatelstwa szwajcarskiego ze względu na swoją działalnośc w latach II wojny. 
Pierwszy raz żonaty w 1920 z Idą Edithą (Ithą) Senger (1888–1926), po śmierci żony ożenił się z jej siostrą Theresią Idą (Resą) (1885–1970). Córka z pierwszego małżeństwa Edith Zerbin-Rüdin (ur. 1921) była psychiatrą.

## Wybrane prace
- Über die klinischen Formen der Gefängnisspsychosen, Diss. Zürich, 1901
- (Hrsg.) Studien über Vererbung und Entstehung geistiger Störungen, 1916-1939
- Psychiatrische Indikation zur Sterilisierung, 1929
- (Einl.) Gesetz zur Verhütung erbkranken Nachwuchses vom 14. Juli 1933, 1934
- (Hrsg.) Erblehre und Rassenhygiene im völkischen Staat, 1934
- Die Bedeutung der Eugenik und Genetik für die Psychische Hygiene. Zeitschrift für psychische Hygiene 3, ss. 133-147, 1930
- Eugenic sterilization: an urgent need. Birth Control Review, ss. 102-104, april 1933